# Bürgermeisterei Üdersdorf
Die Bürgermeisterei Üdersdorf war eine von ursprünglich zwölf preußischen Bürgermeistereien, in die sich der 1816 neu gebildete Kreis Daun im Regierungsbezirk Trier verwaltungsmäßig gliederte. Von 1822 an gehörte sie zur Rheinprovinz. Der Verwaltung der Bürgermeisterei unterstanden sechs Gemeinden. Der Verwaltungssitz war im namensgebenden Ort Üdersdorf, später in Niederstadtfeld. Heute liegt das Verwaltungsgebiet im Landkreis Vulkaneifel in Rheinland-Pfalz.
Ende 1927 wurde die Bürgermeisterei Üdersdorf in Amt Üdersdorf umbenannt, in den 1930er Jahren wurde dieses mit dem Amt Weidenbach zum Amt Niederstadtfeld zusammengeschlossen.

## Gemeinden
Zur Bürgermeisterei Üdersdorf gehörten sechs Gemeinden (Einwohnerzahlen und Anzahl der Haushalte (Feuerstellen) Stand 1818):
- Niederstadtfeld (189 Einwohner, 42 Haushalte)
- Oberstadtfeld (314 Einwohner, 60 Haushalte)
- Tettscheid (85 Einwohner, 16 Haushalte; seit 1971 Ortsteil von Üdersdorf)
- Trittscheid (98 Einwohner, 19 Haushalte; seit 1971 Ortsteil von Üdersdorf)
- Üdersdorf mit der Üdersdorfer Mühle (250 Einwohner, 45 Haushalte)
- Weiersbach (92 Einwohner, 15 Haushalte; seit 1979 Stadtteil von Daun)

## Geschichte
Bis zum Ende des 18. Jahrhunderts gehörten alle Gemeinden zum Kurfürstentum Trier, Niederstadtfeld und Oberstadtfeld waren dem Amt Manderscheid, die übrigen dem Amt Daun unterstellt.
Im Jahr 1794 hatten französische Revolutionstruppen das Linke Rheinufer besetzt. Nach dem Frieden von Campo Formio (1797) wurde von der französischen Direktorialregierung die damals neue französische Verwaltungsstruktur eingeführt (1798). Alle Ortschaften der späteren Bürgermeisterei Üdersdorf gehörten zum Kanton Daun im Departments der Saar, Üdersdorf wurde im Jahr 1800 Hauptort (chef-lieu) einer Mairie. Infolge der sogenannten Befreiungskriege wurde die Region 1814 vorläufig dem Generalgouvernement Mittelrhein, dann dem Generalgouvernement Nieder- und Mittelrhein unterstellt.
Auf dem Wiener Kongress (1815) wurde die gesamte Eifel dem Königreich Preußen zugeteilt. Unter der preußischen Verwaltung wurden im Jahr 1816 Regierungsbezirke und Kreise neu gebildet, linksrheinisch behielt Preußen in der Regel die Verwaltungsbezirke der französischen Mairies vorerst bei. Die Bürgermeisterei Üdersdorf entsprach insoweit der vorherigen Mairie Üdersdorf. Die Bürgermeisterei Üdersdorf gehörte zum Kreis Daun im Regierungsbezirk Trier und ab 1822 zur Rheinprovinz.
Der Verwaltungssitz war zunächst in der namensgebenden Gemeinde Üdersdorf. Hier war auch der Verwaltungssitz der ansonsten eigenständigen Bürgermeisterei Weidenbach. Beide Verwaltungen wurden 1878 nach Niederstadtfeld verlegt.
Die Bürgermeisterei Üdersdorf wurde Ende 1927, so wie alle Landbürgermeistereien in der Rheinprovinz, aufgrund des preußischen Gesetzes über die Regelung verschiedener Punkte des Gemeindeverfassungsrechts vom 27. Dezember 1927 in „Amt Üdersdorf“ umbenannt. Später wurten die Ämter Üdersdorf und Weidenbach zum „Amt Niederstadtfeld“ zusammengeschlossen. Dieses Amt bestand bis zum 1. Oktober 1968, es ging zunächst in der Verbandsgemeinde Niederstadtfeld auf. Schließlich wurden 1970 die Verbandsgemeinde Gillenfeld und Niederstadtfeld mit der Verbandsgemeinde Daun zusammengeschlossen.

## Statistiken
Nach einer „Topographisch-Statistischen Beschreibung der Königlich Preußischen Rheinprovinzen“ aus dem Jahr 1830 gehörten zur Bürgermeisterei Üdersdorf sechs Dörfer und eine Mühle. Im Jahr 1818 wurden insgesamt 1.028 Einwohner in 197 Haushalten gezählt, 1828 waren es 1.180 Einwohner, alle gehörten dem katholischen Glauben an. Katholische Pfarrkirchen bestanden in Üdersdorf und Niederstadtfeld.
Weitere Details entstammen dem „Gemeindelexikon für das Königreich Preußen“ aus dem Jahr 1888, das auf den Ergebnissen der Volkszählung vom 1. Dezember 1885 basiert. Im Verwaltungsgebiet der Bürgermeisterei Üdersdorf lebten insgesamt 1.478 Einwohner in 327 Häusern und 303 Haushalten; 1.474 der Einwohner waren katholisch und vier evangelisch.
Die Gesamtfläche der zur Bürgermeisterei gehörigen Gemeinden betrug 3.884 Hektar, davon waren 1.669 Hektar Ackerland, 335 Hektar Wiesen und 1.359 Hektar Wald (Stand 1885).